# Кандалы
Кандалы́ — железные или стальные браслеты, соединенные цепью, закрепляемые на руках или на ногах заключенных для ограничения движений, а также в качестве наказания.
Ранее на Руси ножные цепи, кандалы и колодка назывались поножи. Кандалы могут применяться при перевозке преступника в непредназначенном для этой цели транспорте. В настоящее время в полицейской практике кандалы практически полностью вытеснены наручниками и так называемыми «наножниками» (которые западные фирмы-производители в своих рекламных проспектах по традиции продолжают называть кандалами, несмотря на значительные конструктивные отличия), представляющими собой наручники увеличенного размера с длинной цепью между ними и надеваемые на ноги (например, модели Peerless M-703 и Smith Wesson М-1900), в основном, благодаря их универсальности (подходят на любые запястья/лодыжки), большей оперативности применения и более низкой цене. Кандалы традиционной конструкции в настоящее время используются только в уголовно-исполнительной системе Китайской Народной Республики. Также кандалами фирмы-производители могут называть современные наножники, соединенные цепью, длиной около метра, с наручниками (например Smith Wesson М-1850).
Принципиальное отличие кандалов от наручников и наножников заключается в том, что они конструктивно предназначены для длительного ношения, а наручники и наножники — для кратковременного и максимально быстрого применения. Как следствие, кандалы имеют травмобезопасные, широкие, а по этой причине — нерегулируемые браслеты, как правило, фиксируемые в закрытом состоянии навесным замком или заклепкой и подбирающиеся под размеры запястий/лодыжек, а наручники/наножники — универсальный (но более травмоопасный) застегиваемый браслет. Кромки браслетов кандалов скругляются; кромки наручников и наножников, как правило, нет, чтобы при резких движениях арестованного или попытках освободиться браслеты сильнее врезались в запястья/лодыжки, оказывая на него болевое воздействие.

## Этимология
Происходит от древнерусского кайданы (ПСРЛ 2, 367, Акты Исторические 5, 127), позднее: кайдалы (Собр. Гос. грам. 4, 259), канданы (Никоновская летопись). Возможное заимствование из арабского двойственного числа kajdani через украинское кайдани и белорусское кайданы или польское kajdany (звучит одинаково). (Этимологический словарь русского языка Макса Фасмера и Толковый словарь Ушакова). В России именовались «железа». В России первые указания о заковывании в кандалы встречаются в Двинской уставной грамоте 1397 г.
1. Кандалы заимствовано у тюрков, Крымскотатарского, Ногайского Къандалай-клоп, Къан — кровь, далай талай буквально впивающийся. В собственно татарском языке слово кандала означает клоп.

## История создания
Вероятно, первые кандалы появились в период Бронзового века, с началом более-менее массовой металлообработки. Так, в Британском музее хранятся ассирийские бронзовые кандалы, найденные в Ниневии (ныне, Мосул, Ирак) и датируемые X веком до Новой эры.
Также кандалы и оковы часто упоминаются в тексте Ветхого Завета Библии.
Не всегда кандалы были синонимом рабства или преступности. Так, в частности, самые древние, из дошедших до нас египетских кандалов (ок 2500 года до новой эры, период правления фараона пятой династии — Усеркафа) — золотые кандалы, найденные при раскопках могилы древнеегипетской жрицы Нефери-Хнум — были ритуально-аристократическим украшением. Кандалы состояли из круглых золотых браслетов шириной 5,6 см, толщиной 5,9 мм и диаметром 6,1 см (внешний диаметр браслета 7,3 см), с полукруглыми проушинами под заклёпку, соединёнными цепью длинной 32,7 см и покрытыми ритуальными символами и инкрустацией. О назначении кандалов и личности их хозяйки свидетельствует надпись обнаруженная на браслете (она же позволила точно определить их возраст): «Нефери-Хнум, жрица Нут (древнеегипетская богиня неба) прими, сей дар в честь двадцать пятого разлива, встреченного тобой, а свои браслеты подари юной жрице храма, как когда-то были они поднесены тебе и обняли твои ноги, когда ты стала жрицей Нут на четырнадцатом разливе». Помимо надписей и изящных орнаментов, браслеты кандалов жрицы были украшены лазуритом и не огранёнными изумрудами. Общий вес кандалов (из сплава 47 % золота с примесями олова и меди) составляет 3,7 кг. Такие кандалы стоили целое состояние, даже по меркам древнеегипетской аристократии.
Первоначально браслеты кандалов фиксировались в закрытом положении заклёпкой и их можно было снять, только срубив последнюю зубилом в кузнице. Однако уже в Древнем Риме (I—II век Новой эры) появляются первые кандалы со встроенным замком — фактически прообраз современных наручников, в которые можно было легко и быстро заковать на время — например, в качестве наказания, во время транспортировки или приковать во время работы. Также римляне ввели в оборот ножные кандалы. Ножные кандалы могли применяться, как будучи соединёнными с ручными (так обычно заковывали преступников), так и отдельно, в виде только ножных кандалов. Второй вариант (когда заковывались только ноги), обычно применялся только для женщин. Как правило, римские кандалы для женщин имели длину цепи между ручными браслетами 15-25 сантиметров и 35-45 см — между ножными. Кроме того в ряде источников описываются специальные кандалы для домашней прислуги, имевшие специально укороченную до длины, равной длине ступни рабыни цепь. Такие укороченные кандалы позволяли рабыне вполне комфортно ходить коротким, семенящим шагом, чтобы делать свою работу по дому, но не позволяли ей сбежать (да и вообще бегать) или напасть на своего хозяина. Там же впервые появляется аналог современных «строгих» (шарнирных) наручников — ручные кандалы-колодки, у которых браслеты, закрывавшиеся на замок, жёстко скреплены друг с другом (без цепи), очевидно применявшиеся для транспортировки пленников и особо опасных преступников.
Представление о конструкции типичных древнеримских кандалов дают кандалы галльских рабов, обнаруженные при раскопках на месте бывшего древнеримского амфитеатра во французском городе Сент. Среди сотен найденных могил пять скелетов — четыре взрослых и один ребёнок были закованы в кандалы. Три скелета (предположительно женщин) были найдены с железными цепями, прикованными к ногам. Ещё один раб (вероятно, мужчина) был найден с железным ошейником на шее, и ещё один, ребёнок — с приспособлением для приковывания на его запястье. Браслеты кандалов галльских рабынь (как и ошейник раба) были сделаны из двух полуколец, выполненных из железного прутка диаметром около сантиметра. Один из концов полуколец загибался петлёй, выполняя роль сочленения половинок браслета, а другой расплющивался и в нём выполнялось отверстие под железную заклёпку диаметром около 1 см. Браслеты кандалов продевались в крайние звенья цепи, после чего соединялись железной заклёпкой.
Более поздние средневековые кандалы как правило выполнялись методом поковки из полосы шириной 4-5 см и толщиной около полусантиметра, или раскованного до овального сечения 1х2 см железного прутка и в целом по конструкции повторяли египетские (например, такие, как были найдены при раскопках могилы Нефри-Ханум) и античные ассирийские бронзовые кандалы. Практически все они имели заклёпочное соединение. Кандалы, имеющие собственный встроенный замок, практически не дошли до наших времён.
Следует отметить, что поскольку изготовление кандалов требовало нескольких дней работы не одного кузнеца и их стоимость была сравнима ценой хорошего рыцарского меча только очень благородные (или особо важные) преступники могли рассчитывать на то, что их оставят в живых и будут содержать в тюрьме, в течение длительного времени в кандалах. Большинству же простых разбойников перспектива оказаться в кандалах совершенно не грозила — их жизненный путь заканчивался дёшево и просто — на суку ближайшего к месту их поимки дерева.
Изобретение паровой машины как привода для первых металлообрабатывающих станков и появление технологии точного литья в эпоху Английской промышленной революции привело в начале XIX века к появлению следующего поколения кандалов — на основе наручников типа Darby. Не удивительно, что это произошло в Британии, как в самом промышленно развитом государстве той эпохи. Внедрение новой конструкции позволило осуществить переход от ручного труда кузнеца, которому, чтобы выковать кандалы, требовалась немалая квалификация и несколько дней работы, к металлообработке деталей на станках, сократившей трудоёмкость изготовления кандалов типа Darby до нескольких часов, что привело к соответствующему снижению себестоимости их изготовления. Кроме того новая конструкция позволяла разбить процесс их изготовления на несколько простых операций, доступных неквалифицированному слесарю с простейшим инструментом, и тем самым ещё сильнее снизить их себестоимость и трудозатраты.
Несмотря на это трудозатраты на производство наручников кандалов, определяющие их стоимость все ещё оставались очень высокими: так, в знаменитом каталоге полицейских спецсредств Джона П. Ловелла 1898 года полицейские кандалы стоили целых 70 долларов — практически по цене качественного револьвера .38 калибра.
Следующий этап развития полицейских кандалов наступил в начале XX века с появлением мощных гидравлических прессов. Их использование позволило перейти к конструкциям из листовых сталей (в виде увеличенных в размерах современных наручников). Если средневековые кандалы требовали 30-40 человеко-часов работы кузнеца, а английские кандалы типа Darby собирались слесарем за 6-8 часов работы, то вырубка деталей из листовых сталей позволила выпускать их на автоматизированных линиях по несколько штук в минуту. По сравнению с трудозатратами на изготовление средневековых кованных кандалов трудоемкость их изготовления удалось снизить почти в десять тысяч раз. Не удивительно, что технологичные штампованные модели очень быстро вытеснили в производстве все предшествующие типы конструкций.
В настоящее время реплики средневековых и английских (типа «Darby») кандалов выпускаются только для коллекционеров, либо в странах третьего мира (например, в Индии и Пакистане), где переход на новую, более технологичную конструкцию потребует технического перевооружения и закупок нового штамповочного оборудования, а поэтому, при недостаточности финансовых ресурсов и незначительном объёме закупок продукции правоохранительными органами (благо, при должном уходе наручники типа «Darby» могут легко прослужить до полувека и больше), не приведёт к его окупаемости.

## Как предмет фетиша
Классические кандалы в настоящее время всё ещё производятся, поскольку активно применяются в различных сексуальных ролевых играх, БДСМ, а также являются предметом коллекционирования.
Современные модели кандалов, выпускаемые для этой цели промышленностью, как правило по конструкции копируют не римские, а средневековые образцы, однако выполнены гораздо более качественно и красиво. Широко применяется финишная обработка поверхностей, в частности полировка, а также декоративные покрытия — такие, как хромирование и никелирование. В некоторых случаях — когда подобные изделия стилизуются под своеобразные украшения в античном или восточном стиле, применяются драгоценных металлы, например, серебро и позолота, равно как и инкрустация драгоценными камнями или самоцветами.
В наше время кандалы являются одним из атрибутов психосексуальной культуры БДСМ, где кандалы, в отличие от наручников или связывания, применяются не столько для ограничения подвижности человека (как в случае заковывания особо опасного преступника в пенитенциарной практике), сколько для ввода его в определённое подчиненное психологическое состояние. Психологический эффект применения кандалов в сексуальных практиках заключается в том, что, по мере того, как человек привыкает к оковам и приучается естественно в них двигаться, его психика перестаёт воспринимать надетые на него оковы как нечто неестественное и мешающее. Кандалы начинают восприниматься не как нечто, ограничивающее свободу, а как символ принадлежности доминирующему партнеру в паре . Более того, чувство скованности, ограниченности свободы подсознательно вызывает у некоторых людей (в основном женщин, привыкших в жизни играть ведомые роли) характерную реакцию в виде чувства спокойствия, защищенности и безопасности.
Ещё один психологический эффект заключается в том, что если с человека, носившего в течение длительного (больше нескольких дней) ручные или ножные оковы их снять, то оказавшись свободным он чувствует некоторый дискомфорт от отсутствия характерных ощущений, к которым уже привык.
Фактически целью обоих участников такой ролевой игры является достижение «нижним» партнёром состояния, когда он постоянно находится на грани между возбуждением и чувством подчиненности. К этому иногда добавляются чувства унижения и стыда, а также воздействие на эрогенные зоны на шее, запястьях и лодыжках.
Многие женщины, принадлежащие к культуре БДСМ и в течение длительного времени (до месяца) бывшие (добровольно) закованными в кандалы, отмечали у себя изменение восприятия действительности после длительного их ношения: возникновение «ощущения принадлежности своему Хозяину», «эффекта присутствия Хозяина», а также чувство не только физического, но и психологического дискомфорта после их снятия (депрессия, раздражительность, ощущение собственной ненужности). В целом наблюдаемые психологические эффекты аналогичны таковым у мазохисток, регулярно практикующих флагелляцию, хотя и менее ярко выражены в эмоциональном плане.
В западной культуре (в частности, в фотографии) активно эксплуатируется образ закованной в наручники или кандалы молодой женщины — «бандитки», «узницы», «рабыни/служанки». Практически все знаменитые фотографы, специализирующиеся в жанре эротической фотографии, имеют подобные сюжеты в своем портфолио.
Следует отметить, что, несмотря на обилие упоминаний подобных ролевых игр в художественной эротической литературе и искусстве, в реальной жизни «кандальный» фетиш с заковыванием в кандалы на длительное время остаётся достаточно редкой практикой вследствие проблем, возникающих у участников и организаторов с поиском «площадки», дороговизны аксессуаров, а также сложностью и длительностью игрового процесса. Как правило все ограничивается их домашним применением в любовных играх в качестве предмета фетиша и фиксации. По этой причине кандалы заковываемые на заклепку, по образцу средневековых, не получили большого распространения и вместо них применяются  более поздние модели, закрываемые на ключ, которые можно быстро как надеть, так и снять. В основном для этой цели используются современные реплики английских ножных кандалов типа Darby, благодаря своим широким, травмобезопасным браслетам. Современные полицейские кандалы, в виде увеличенных наручников менее универсальны в применении, так как требуют, при длительном применении, надевать их только поверх обуви, защищающей лодыжку от травм (сапоги, сандалии с высоким голенищем). Либо так называемые «Перманентные кандалы» (англ. Permanent Ankle Cuff) — в виде стилизованных под ювелирное украшение, закрываемых на заклепку несъемных ручных/ножных браслетов, выполненных из более прочных, чем серебро или золото металлов (как правило полированная сталь или титан), которые дама может носить постоянно, в качестве модного аксессуара, не привлекая к себе излишнего внимания окружающих. В приватной обстановке, во время ролевой игры, эти браслеты могут соединяться между собой цепью с помощью пары замочков, образуя тем самым полноценные кандалы.

## Применение кандалов в современной полицейской и пенитенциарной практике
Кандалы (ножные) в настоящее время активно используются полицией и уголовно-исполнительной системой стран Западных демократий. Причем, если в государствах континентальной Европы (Германия и Франция) они, в основном, применяются для конвоирования буйных заключенных сотрудниками пенитенциарной системы, то в странах англосаксонского мира, особенно в США, их может применять и активно применяет при первой же возможности, наряду с наручниками, также и полиция при аресте даже за совершение малозначительных правонарушений (например, за безбилетный проход в метро). Кроме того обвиняемые (то есть де юре невиновные, ибо их вина ещё не была доказана в суде) присутствуют на судебных слушаниях, уже будучи закованными в полицейские кандалы. Как правило это наручники, соединенные цепью с ножными браслетами, хотя иногда применяется и другая конструкция, в которой наручники крепятся к цепи вокруг пояса.
Отчасти широкое применение кандалов в западной судебной практике связано с тем, что там не получили распространение клетки и застеклённые кабины для подсудимых в залах судов, так как считается, что нахождение в клетке унижает достоинство человека, вина которого в инкриминируемом ему преступлении пока не доказана (например, во Франции запрещено публиковать в прессе фото конвоируемых подсудимых в наручниках до того момента, пока они не будут признаны судом виновными). Спикер Совета Федерации Валентина Матвиенко так высказалась об этой проблеме: «Держать в клетке людей под телекамерами — невиновных, пока суд длится — это негуманно, недостойно, мы человеку вообще ломаем жизнь. А если суд его оправдает, а он уже в клетке посидел, его везде показали?… Когда есть серийные убийцы, рассматриваются преступления людей, представляющих собой угрозу — это одна история. Но когда уголовные дела другого уровня — ну зачем в клетку? Это, понимаете, унижает человеческое достоинство». В этом случае западной судебной системе удачно приходят на помощь ножные полицейские кандалы: с одной стороны они не так заметны для теле- и фотокамер, а с другой — когда их цепочка между ногами пристегнута к специальному кольцу в полу, подсудимый, даже не будучи в клетке, все равно не сможет совершить побег.
В судебной практике некоторых европейских стран отмечено применение только одних полицейских кандалов, самих по себе, без применения наручников (например при конвоировании не склонных к агрессии, совершивших ненасильственные преступления подсудимых-женщин).
Некоторые западные полицейские эксперты отмечают в своих работах целесообразность более широкого применения кандалов (современных полицейских «наножников») сотрудниками правоохранительных органов, справедливо полагая, что чем меньше свободы у преступника, тем меньше у него помыслов о побеге или нападении на конвой. И, как следствие, меньше вероятность быть раненным или убитым при применении оружия для пресечении побега. Недостатком применения полицейских кандалов является крайнее неудобство и мешкотность конвоирования закованного в них преступника, так как из-за надетых кандалов он просто не может идти нормальным, быстрым шагом. Кроме того охвата полицейских кандалов, может не хватить, чтобы застегнуть их на зимней обуви с широким голенищем, а будучи надетыми на голые лодыжки (что характерно для летней женской обуви — туфель, босоножек и т. д.) при длительном ношении они могут вызвать возникновение ссадин и даже травмировать Ахиллово сухожилие. Поэтому их применение оправдано только к буйным и особо опасным правонарушителям.
В России ножные полицейские ножные кандалы на основе увеличенных в размерах браслетов наручников БРС-2, соединенных длинной цепью и модели НПО Спецматералов, по конструкции схожих браслетов схожих с французскими наручниками Rivolver, производятся ограниченной серией и практически не применяются.

## В массовой культуре
В пословицах и поговорках:
- Отвага мёд пьет и кандалы трёт (или рвёт, пословица, приписываемая Ваньке-Каину).
- Ходит и правда в кандалах.
- Кандалы на ногах, а думка в голове.
- Думу в кандалы не забьёшь.
- Бог дал вольный свет, — а чёрт кандалы сковал.